# Gillian Vigman
Gillian Vigman (* 28. Januar 1972 in Holmdel, New Jersey) ist eine US-amerikanische Schauspielerin und Drehbuchautorin.

## Leben und Karriere
Gillian Vigman wurde im Januar 1972 in der Kleinstadt Holmdel im US-Bundesstaat New Jersey geboren. Sie wuchs dort mit ihren Eltern auf und ging bis 1990 auf die Pingry School in Martinsville, New Jersey. 1994 machte sie ihren Abschluss an der Colgate University in New York. Ihr Filmdebüt gab Vigman 1998 in einer kleinen Rolle in dem Kurzfilm The Last Cigarette als eine rauchende Frau im Bildhintergrund. Sie begann anschließend als Schauspielerin in Fernsehwerbungen aufzutreten. Unter anderem spielte sie in vielen Werbespots der Fast-Food-Kette Jack in the Box die Ehefrau der Werbefigur Jack.
In den 2000er-Jahren begann Vigman sich als Film- und Fernsehschauspielerin zu etablieren. Von 2003 bis 2004 war sie ein Ensemblemitglied in der neunten Staffel der populären Sketchshow MADtv. Sie übernahm auch kleinere Nebenrollen in Kinofilmen wie Im Zeichen der Libelle (2002) oder Jungfrau (40), männlich, sucht … (2005). In der zwischen 2009 und 2013 entstandenen Hangover-Filmreihe verkörperte sie Stephanie, die Ehefrau des von Bradley Cooper dargestellten Phil. Im Fernsehen hatte sie wiederkehrende Serienrollen in der ABC-Comedyserie Sons & Daughters, in der ebenso von ABC produzierten Sitcom Suburgatory und der Fox-Sitcom New Girl. Seit 2020 spricht Vigman die Figur der Dr. T’Ana in der Animationsserie Star Trek: Lower Decks. In Alexander Paynes mehrfach ausgezeichnetem Kinofilm The Holdovers war sie 2023 als Mutter der Hauptfigur Angus zu sehen.
Vigman ist gelegentlich als Drehbuchautorin tätig, so bei dem 2011 erschienenen Kinofilm Answers to Nothing. Seit dem 22. Juni 2008 ist sie mit Dave Gibbs verheiratet, mit dem sie auch ein Kind hat. 

## Filmografie (Auswahl)
- 1998: The Last Cigarette (Kurzfilm)
- 1999: Amor – Mitten ins Herz (Cupid, Fernsehserie, Folge 1x15)
- 2000: Love 101
- 2002: Im Zeichen der Libelle (Dragonfly)
- 2003: Scrubs – Die Anfänger (Scrubs, Fernsehserie, Folge 2x21 Mein Drama)
- 2003–2004: MADtv (Fernsehserie, 14 Folgen)
- 2004: After the Sunset
- 2005: Jungfrau (40), männlich, sucht … (The 40-Year-Old Virgin)
- 2006: Blendende Weihnachten (Deck the Halls)
- 2006–2007: Sons & Daughters (Fernsehserie, 11 Folgen)
- 2007: Immer wieder Jim (According to Jim, Fernsehserie, Folge 6x02)
- 2008: Stiefbrüder (Step Brothers)
- 2009: Slammin’ Salmon – Butter bei die Fische! (The Slammin’ Salmon)
- 2009: Hangover (The Hangover)
- 2009: Die Noobs – Klein aber gemein (Aliens in the Attic)
- 2009: Verrückt nach Steve (All About Steve)
- 2009: Aus Versehen glücklich (Accidentally on Purpose, Fernsehserie, Folge 1x10)
- 2009: Parks and Recreation (Fernsehserie, Folge 2x12 Skandal an Weihnachten)
- 2010: Date Night – Gangster für eine Nacht (Date Night)
- 2010–2011: The Defenders (Fernsehserie, 4 Folgen)
- 2011: Hangover 2 (The Hangover Part II)
- 2011: Taras Welten (United States of Tara, Fernsehserie, 2 Folgen)
- 2011–2013: Suburgatory (Fernsehserie, 11 Folgen)
- 2011–2018: New Girl (Fernsehserie, 9 Folgen)
- 2012: Californication (Fernsehserie, Folge 5x04 Das Warten auf ein Wunder)
- 2013: Kings of Summer (The Kings of Summer)
- 2013: Cougar Town (Fernsehserie, Folge 4x10 Sag du es mir)
- 2013: American Dad (Fernsehserie, Folge 8x15, Stimme)
- 2013: Hangover 3 (The Hangover Part III)
- 2014: Transparent (Fernsehserie, Folge 1x00)
- 2014: Legit (Fernsehserie, Folge 2x02)
- 2014: Mädelsabend – Nüchtern zu schüchtern! (Walk of Shame)
- 2014: Helicopter Mom
- 2014: Selfie (Fernsehserie, Folge 1x01)
- 2014: Die Goldbergs (The Goldbergs, Fernsehserie, Folge 2x04)
- 2014: CSI: Vegas (CSI: Crime Scene Investigation, Fernsehserie, Folge 15x05)
- 2014: Supernatural (Fernsehserie, Folge 10x06 Cluedo)
- 2016: Angie Tribeca (Fernsehserie, Folge 1x02 Es war die Hochzeitsplanerin)
- 2016: Die Nacht der verrückten Abenteuer (Adventures in Babysitting, Fernsehfilm)
- 2016–2017: Life in Pieces (Fernsehserie, 2 Folgen)
- 2016–2017: Dr. Ken (Fernsehserie, 3 Folgen)
- 2016–2018: Divorce (Fernsehserie, 3 Folgen)
- 2017: A Crooked Somebody
- 2017: Lopez (Fernsehserie, 6 Folgen)
- 2017: Casino Undercover (The House)
- 2017: Get Shorty (Fernsehserie, Folge 1x05)
- 2018: Forever My Girl
- 2018: Life Sentence (Fernsehserie, 13 Folgen)
- 2018: It’s Always Sunny in Philadelphia (Fernsehserie, Folge 13x05)
- 2019: Wyrm
- 2019–2020: Der Aufstieg der Teenage Mutant Ninja Turtles (Rise of the Teenage Mutant Ninja Turtles, Fernsehserie, 3 Folgen, Stimme)
- 2020: Mom (Fernsehserie, Folge 7x15)
- 2020: Grown-ish (Fernsehserie, Folge 3x07)
- 2020–2024: Star Trek: Lower Decks (Fernsehserie, Stimme von T'Ana, 50 Folgen)
- 2021: Keeping Company
- 2021: Roswell, New Mexico (Fernsehserie, 5 Folgen)
- 2021/2022: The Sex Lives of College Girls (Fernsehserie, 2 Folgen)
- 2023: The Long Game
- 2023: Fantasy Island (Fernsehserie, Folge 2x13)
- 2023: The Holdovers
- 2023: Gänsehaut (Goosebumps, Fernsehserie, 3 Folgen)
- 2024: The American Society of Magical Negroes
- 2024: Grey’s Anatomy (Fernsehserie, Folge 20x07)